# Mietvilla Ernst Gottlieb Hoffmann
Die Mietvilla Ernst Gottlieb Hoffmann liegt im Stadtteil Niederlößnitz der sächsischen Stadt Radebeul, in der Heinrichstraße 1. Das Gebäude errichteten die Lößnitz-Baumeister Gebrüder Ziller im Jahr 1895 nach einem Entwurf des Alt-Radebeuler Architekten Carl Käfer.

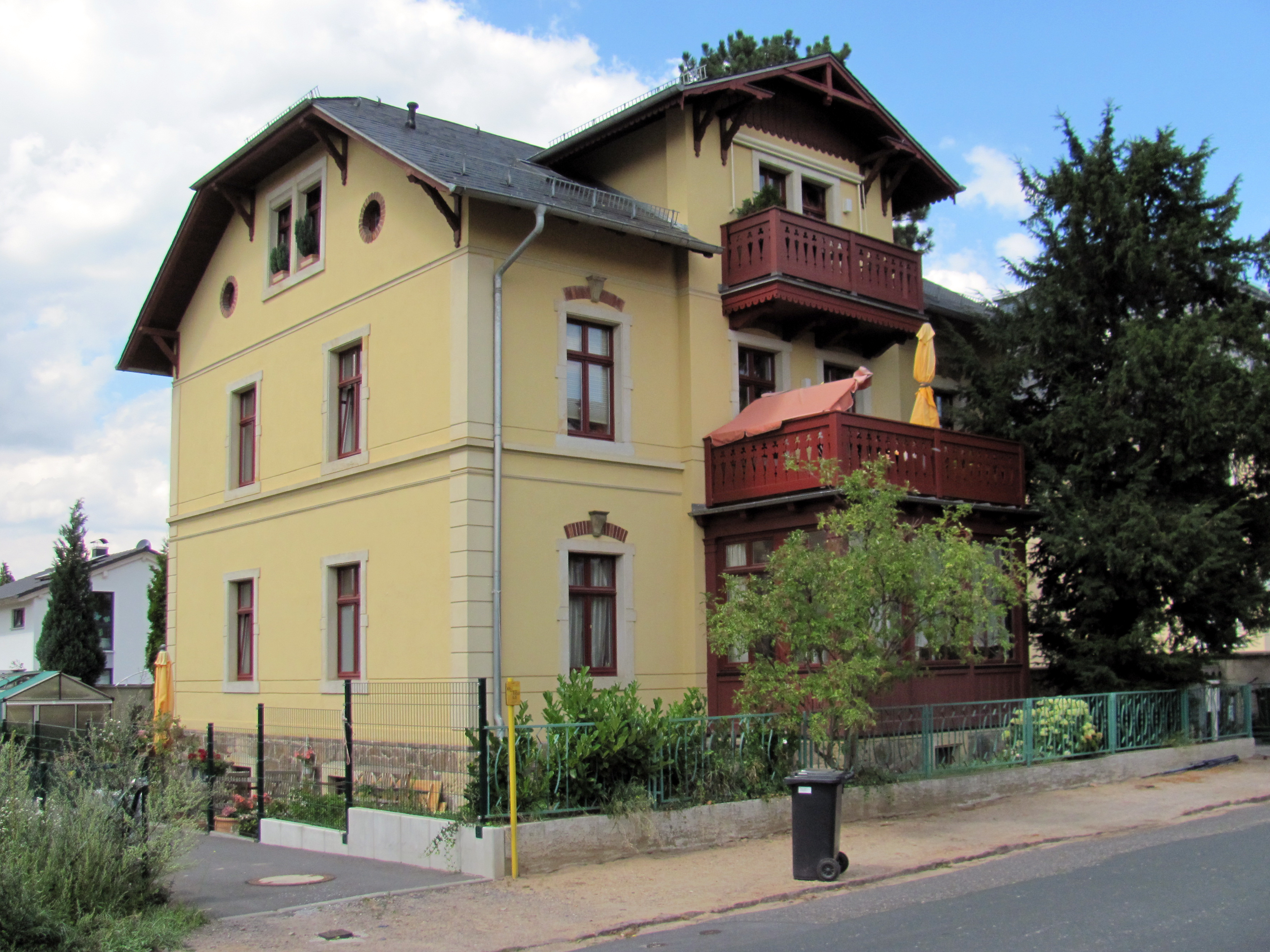
Mietvilla Ernst Gottlieb Hoffmann

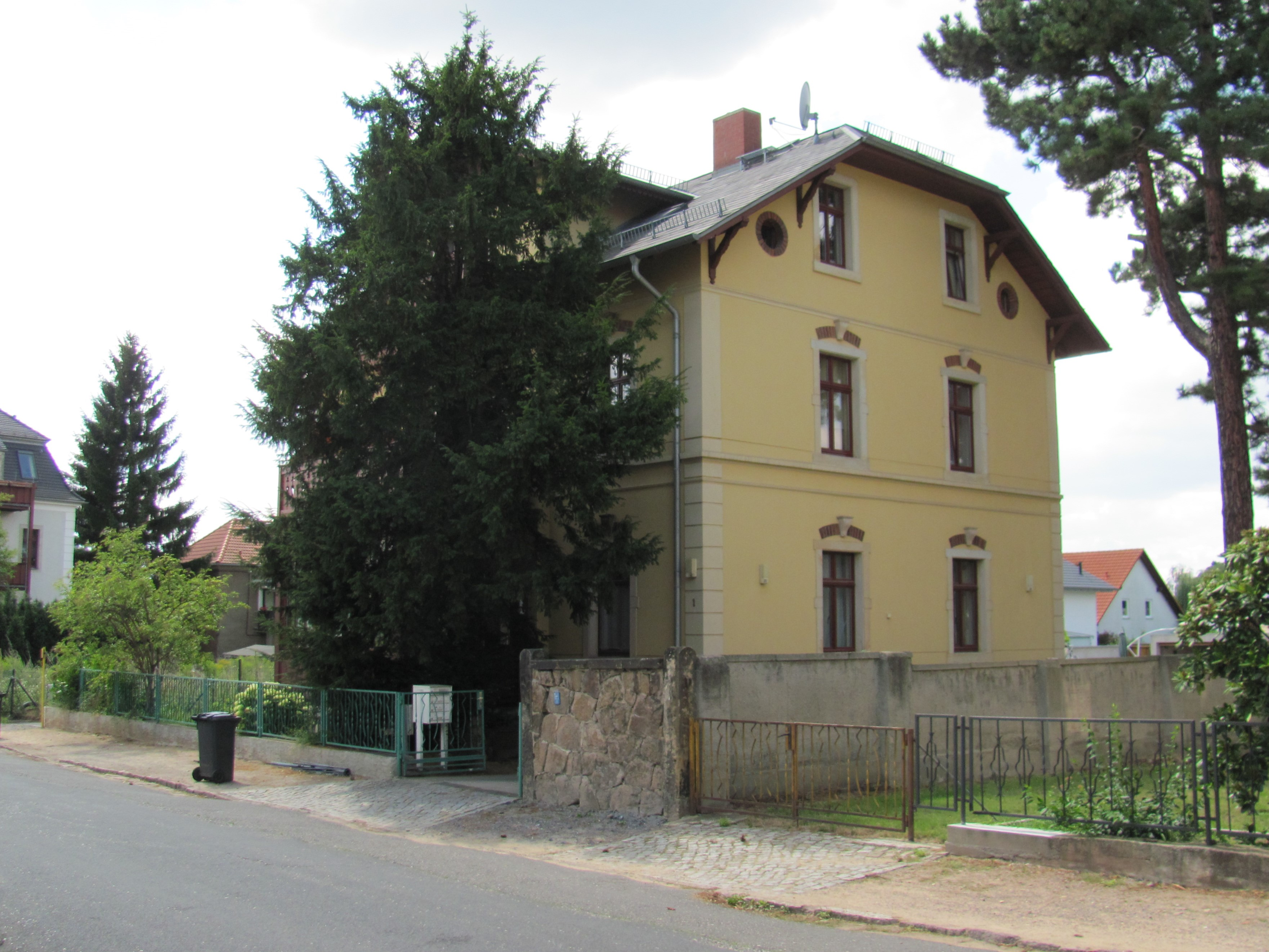
Mietvilla Ernst Gottlieb Hoffmann

## Beschreibung
Die zweigeschossige, unter Denkmalschutz stehende Mietvilla ist traufständig mit vier Fensterachsen zur Heinrichstraße ausgerichtet.
Der Putzbau im Schweizerstil steht auf einem Bruchstein-Sockel, er hat ein weit überstehendes, schiefergedecktes Krüppelwalmdach. In der Straßenansicht steht mittig ein dreigeschossiger Risalit mit einem Sparrengiebel. Vor diesem steht eine hölzerne, verglaste Veranda mit einem Austritt obenauf. Im obersten Stock hängt ein Balkon, mit Holzbrüstung ähnlich der im Geschoss darunter, vor der Straßenfassade. Auf der Rückseite des Hauses befindet sich ein Eingangsvorbau.
Das Gebäude wird durch Gesimse gegliedert, die Fenster werden von Gewänden eingefasst. In der Straßenansicht befinden sich über diesen Überfangbögen aus Ziegelstein und mit einem Schlussstein.

## Geschichte
Der Niederlößnitzer Gärtnereibesitzer Ernst Gottlieb Hoffmann ließ sich 1895 von dem Architekten Carl Käfer eine Mietvilla entwerfen, die noch im gleichen Jahr beginnend durch das Unternehmen der Gebrüder Ziller realisiert wurde.
Im Jahr 1900 erfolgte der Antrag, eine Milchkuranstalt errichten zu dürfen, was jedoch amtlicherseits abgelehnt wurde, weil dazu 12 Milchkühe im Nebengebäude untergebracht werden sollten. Stattdessen wurde jedoch ein Stall für drei Pferde genehmigt, um damit Kutsch- und Lastfahrten durchzuführen. Dessen Revision erfolgte im Juli 1901.